# Umm Chunan
Umm Chunan – miasto w Egipcie, w muhafazie Giza. W 2006 roku liczyło 20 362 mieszkańców.